# International Presidency Tour
O International Presidency Tour foi uma competição de ciclismo profissional iraniana.
Disputou-se entre o 2008 e o 2011 fazendo parte do UCI Asia Tour, dentro da categoria 2.2 (última categoria do profissionalismo). Em 2013 fundiu-se com o Tour do Azerbaijão para formar o Tour do Irão-Azerbaijão.

## Palmarés
| Ano  | Ganhador          | Segundo         | Terceiro          |
| ---- | ----------------- | --------------- | ----------------- |
| 2008 | Ahad Kazemi       | Mahdi Sohrabi   | Medhi Fahridi     |
| 2009 | Ghader Mizbani    | Andrey Mizourov | Rasoul Barati     |
| 2010 | Hossein Askari    | Tobias Erler    | Samad Poor Seiedi |
| 2011 | Samad Poor Seiedi | Libardo Menino  | Amir Zargari      |

## Palmarés por países
| País | Vitórias |
| ---- | -------- |
| Irão | 3        |